# Osman II

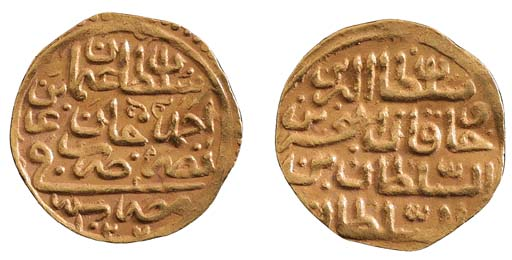
Gouden sultani uit het eerste regeringsjaar van Osman II

Osman II (Osmaans: عثمان ثانى , ‘Osmān-i sānī) (Istanboel, 3 november 1604 - aldaar, 20 mei 1622) (ook bekend als Genç Osman, dat Jonge Osman betekent in het Turks) was sultan van het Ottomaanse Rijk vanaf 1618 tot zijn dood in 1622.
Osman II was de zoon van sultan Ahmed I en zijn vrouw Mahfiruze Hatice. Zijn moeder gaf op jonge leeftijd al veel aandacht aan zijn opleiding. Hierdoor kon Osman II uitgroeien tot een bekende dichter. Volgens een wijdverspreide historiografische legende beheerste hij tevens veel talen, waaronder Arabisch, Perzisch, Grieks, Latijn en Italiaans, maar dit bleek te berusten op een verzinsel in een achttiende-eeuwse Franse roman. Hij besteeg de troon op de jonge leeftijd van 14 jaar na een staatsgreep tegen zijn oom Mustafa I. Ondanks zijn jonge leeftijd zag Osman II zichzelf al snel als een heerser en na het veiligstellen van de oostgrens van het rijk door een vredesverdrag met de Safawiden in het huidige Iran leidde hij persoonlijk een Ottomaanse invasie van Polen. De inval vond tegenstand onder het leger en de Janitsaren. Aanvankelijk was de campagne redelijk succesvol, maar Osman werd gedwongen een vredesverdag te tekenen met de Polen na een zware nederlaag in de slag bij Chotyn. Osman II deed het verdrag voorkomen als een overwinning over de gaurlar ("ongelovigen"), maar keerde beschaamd terug naar Istanboel waar hij zijn Janitsaren en de onbekwaamheid van zijn staatsmannen de schuld gaf van de afgang. De Pools-Litouwse koning Sigismund beweerde trouwens ook dat het verdrag een overwinning was, maar dan voor Polen.
Osman II was waarschijnlijk de eerste sultan die de Janitsaren als een ouderwets instituut zag dat meer slechts dan goeds bracht voor het rijk en hij sloot de koffiehuizen – de vermeende haarden van samenzweringen tegen de troon – en begon met het plannen van een nieuw loyaal leger bestaand uit Anatoliërs, Syriërs en Egyptenaren. Het resultaat was een opstand in het paleis door de Janitsaren. Osman II werd opgesloten, maar weigerde zich over te geven. Hij werd overmeesterd nadat hij geraakt werd door de achterkant van een bijl van een van de medegevangenen en werd daarop gewurgd.
Osman II was een zeer progressieve sultan, maar het gebrek aan een professionele en behulpzame staf om hem te helpen met zijn hervormingen zorgde voor zijn ondergang. Vergeleken met de meeste van zijn opvolgers komt hij goed uit de bus. Zijn grootste fout was waarschijnlijk dat hij te veel te snel wilde doen.